# Aegle marmelos
Aegle marmelos es una especie de árbol perteneciente a la familia de las rutáceas. Es originario de Asia.  El fruto es denominado  Bilva, Sriphal o fruto del Shivadruma (el árbol de Shiva) in Sancrito, Bel o Bael en Hindu, o Membrillo de Bengala o Marmelo.

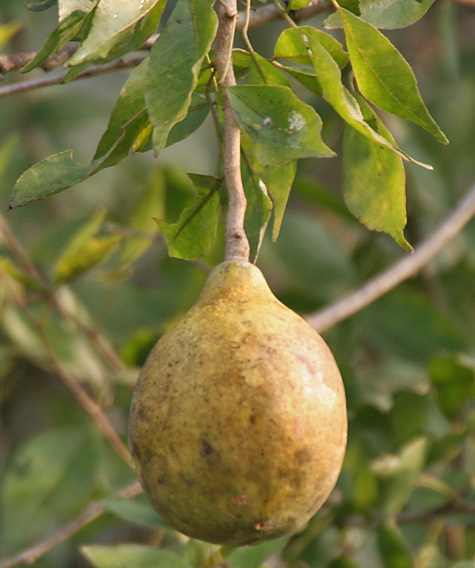
Fruto

## Descripción
Es un árbol que alcanza un tamaño de 6 m de altura, con espinas de 15 mm de largo, solas o en parejas. 
Las hojas pecioladas, escasamente pubescentes; con 3-5 foliolos,  ovado-lanceoladas, subcrenuladas, obtusas. 
Especie monoica, las flores de color blanco verdoso, fragantes, bisexuales, en racimos cortos, caídos, no ramificados, al final de las ramitas y axilas de las hojas. Suelen aparecer con hojas jóvenes. Pétalos de 13 mm, oblongo, carnosos. Pedicelos pubescentes. Sépalos de 3 mm, pubescente, de hojas caducas.  
Fruta de 5-10 cm de diámetro, de color amarillo verdoso o verde, globosas a piriformes, cáscara de 3 mm de espesor, con una corteza gruesa y dura y no se rompe al madurar. La cáscara leñosa es lisa y verde, gris hasta que está completamente madura cuando se vuelve amarilla; pulpa de color naranja pálido, mucilaginoso y aromático. Semillas planas, rectangulares, con lana densa, incrustada en la goma adhesiva transparente.
El fruto tarda unos 11 meses en madurar en el árbol y puede alcanzar el tamaño de un pomelo o pomelo grande, y algunos son incluso más grandes. la cáscara  es tan dura que hay que romperla con un martillo o machete. La pulpa fibrosa amarilla es comestible y muy aromática.

## Distribución
Se encuentra en Sub-Himalaya, de Jhelum hacia el este, Cordillera de la Sal y en Baluchistán, Birmania e Indochina, a una altitud de 1200 metros, en bosques secos y abiertos en colinas y llanuras a altitudes de con una precipitación media anual de 570 a 2000 mm (22 a 79 pulgadas). Tiene una reputación en India por poder crecer en lugares donde otros árboles no pueden. Hace frente a una amplia gama de condiciones del suelo (rango de pH 5-10), es tolerante al encharcamiento y tiene una tolerancia de temperatura inusualmente amplia de -7 a 48 °C. Requiere una estación seca pronunciada para dar fruto.

## Usos
Alimenticios
Aegle marmelos es frecuentemente cultivado en las llanuras por su fruto. La pulpa de la fruta fresca igualmente puede ser utilizado para hacer mermeladas o sorbetes. 
Medicinales
La pulpa seca se utiliza en la medicina tradicional para el tratamiento de la diarrea y la disentería.
Otros
También se utiliza en la preparación de pinturas.

## Fitoquímica
Las raíces y los frutos contienen cumarinas tales como escoparona, escopoletina, escoparona, umbeliferona, marmesina, fagarina, bergapteno y eskimina. Los frutos, además contienen xantotoxol, imperatorina y aloimperatorina. También contiene alcaloides aegelina y marmelina. Los frutos contienen β-sitosterol y glucósidos. Las raíces y la corteza contienen la cumarina aegelinol. Las raíces también contienen psoraleno, xantotoxina, 6,7-dimetoxicumarina, tembamida, mermina y eskimmianina. Las hojas contienen los alcaloides O-(3,3-dimetil alil)-halfordinol, N-2-etoxi-2-(4-metoxifenil)etil cinamida, N-2-metoxi-2-(4-3’,3’-dimetil aliloxi)fenil]etil cinamida, N-2-[4-(3’,3’-dimetil aliloxi)fenil]etil cinamida, N-2-hidroxi-2-[4-(3’,3’-dimetilaliloxi)fenil]etil cinamida, N-4-metoxi esteril cinamida y N-2-hidroxi-2-(4-hidroxifenil) etil cinamida (Aegelinósidos). Los flavonoides mermesinina, rutina y β-sitosterol-β-D-glucósido también están presentes en las hojas.
El análisis bromatológico indica que los frutos contienen fibra dietética (31.8%), proteínas (1.8%), carbohidratos (31.8%), grasa (0.3%), vitamina A (0.055 mg/100 g), Vitamina B2 (1.2 mg/100g), ácido ascórbico (8 mg/100g), tiamina (0.13 mg/100g) y riboﬂavina (0.03 mg/100g).
Los volátiles de los frutos contienen hexanal, acetato de isoamilo, limoneno, β-felandreno, p-cimeno, acetoína, (E)-2-octenal, (E,E)-2,4-heptadienal, deshidro-p-cimeno, linalol, 3,5-octadien-2-ona, α-cubebeno, trans-p-menta-2,8-dienol, citronelal, cineol, p-cimeno, citronelal, citral, cuminaldehído, β-cubebeno, β-cariofileno, hexadecano, pulegona, α-humuleno, verbenona, carvona, acetato de carvilo, dihidro-β-ionona, (E)-6,10-dimetil-5,9-undecadien-2-ona, β-ionona, óxido de cariofileno, óxido de humuleno y ácido hexadecanoico

## Taxonomía
Aegle marmelos fue descrita por (Linneo) Corrêa y publicado en Transactions of the Linnean Society of London 5: 223, en el año 1800.
Sinonimia
- Aegle marmelos var. mahurensis Zate
- Belou marmelos (L.) Lyons
- Bilacus marmelos (L.) Kuntze
- Crateva marmelos L.	basónimo
- Crateva religiosa Ainslie
- Feronia pellucida Roth[6]